# Dynamo Apeldoorn
Dynamo Apeldoorn – holenderski klub siatkarski z Apeldoorn założony w 1967 roku. Od 2010 roku drużynę sponsoruje firma Draisma. Od nazwy sponsora pierwszy męski zespół przyjął nazwę Draisma Dynamo Apeldoorn.

## Historia
Klub sportowy SV Dynamo powstał 1 lipca 1967 roku w wyniku połączenia CVVA (Christelijke Volleybalvereniging Apeldoorn), CVV DES (Door Eendracht Sterk) i VV Volley jako CVV Dynamo (Christelijke Volleybal Vereniging). Litera "C" została usunięta z nazwy, ponieważ mecze odbywały się także w niedzielę. Zespół nie posiadał własnej hali sportowej - mecze rozgrywane były w różnych szkolnych salach. Po ukończeniu hali sportowej w Apeldoorn-Zuid, zespół przeniósł się do niej. W drugiej połowie lat 70. rozpoczęto budowę własnej hali - Dynamohal - która oficjalne otwarta została 11 listopada 1977 przez księżniczkę Margriet. Wraz z rozwojem klubu konieczna okazała się rozbudowa hali, która zakończyła się w październiku 1985 roku. Pod koniec sezonu 2006/2007 klub przeniósł się do kompleksu Omnisport Apeldoorn, co było warunkiem udziału w Lidze Mistrzów.
Przed sezonem 1986/1987 SV Dynamo podpisało trzyletnią umowę sponsorską z przedsiębiorstwem Piet Zoomers. Nazwa klubu została zmieniona na PZ Dynamo, a później na Piet Zoomers/D. Umowa była wielokrotnie przedłużana, a Piet Zoomers wycofało się dopiero latem 2009 roku. Klub powrócił do swojej pierwotnej nazwy SV Dynamo. We wrześniu 2010 roku nowym sponsorem pierwszej drużyny męskiej i żeńskiej została firma Draisma - drużyny te przyjęły nazwę Draisma Dynamo. Klub jednak pozostał przy nazwie SV Dynamo.

## Medale, tytuły, trofea
Mistrzostwa Holandii:
- 1. miejsce (15x): 1991, 1993, 1994, 1995, 1996, 1997, 1999, 2001, 2003, 2007, 2008, 2010, 2021, 2022[1], 2023
- 2. miejsce (3x): 2006, 2014, 2024[2]
- 3. miejsce (5x): 2011, 2016, 2017, 2018, 2019

 Puchar Holandii:
- 1. miejsce (10x): 1993, 1994, 1996, 2000, 2002, 2008, 2009, 2010, 2011, 2019

 Superpuchar Holandii:
- 1. miejsce (10x): 1993, 1995, 1996, 2000, 2001, 2007, 2008, 2010, 2021, 2023

 Puchar Top Teams:
- 1. miejsce (1x): 2003